# Doctor Phillips
Doctor Phillips är en census designated place i centrala Florida och tillhör Orange County. Doctor Phillips räknas vanligen som en förort till Orlando. Befolkningen uppgår till 9548 (2000).
Området har fått sitt namn efter affärsmannen Philip Phillips (1874–1959).